# Pleorotus braueri
Pleorotus braueri là một loài nhện trong họ Sparassidae. Chúng thuộc chi đơn loài Pleorotus, được Eugène Simon miêu tả năm 1898.